# Estação Rio Largo
A Estação Rio Largo é uma das estações da Linha Azul do Sistema de Trens Urbanos de Maceió, situada em Rio Largo, entre a Estação Gustavo Paiva e a Estação Lourenço de Albuquerque.
Foi inaugurada em 2 de dezembro de 1884.